# ネルソンズ (お笑いトリオ)
ネルソンズは、吉本興業（東京本社）所属のお笑いトリオ。2025年3月まで渋谷・ヨシモト∞ホールのレギュラーメンバーだった。

## 来歴
NSC東京校14期生出身。NSC時代から2009年まで活動していた青山久志と和田朋丈によるお笑いコンビ『ワダヤマブルー』に岸健之助が加入する形で2010年4月1日（M-1グランプリのホームページより）に結成。トリオ名の由来は、レスリングの技であるネルソン・ホールドからきている。
- 2013年6月6日に初単独ライブ『脳みそまで筋肉とは言わせない』をヨシモト∞ホールで行った[2]。
- 2017年にNHK新人お笑い大賞、タウンワークプレゼンツBAKE-MON、にちようチャップリンお笑い王決定戦2017グランドチャンピオン大会といったコンテストに挑戦し、全て準優勝に終わるという珍記録を達成している。NHK新人お笑い大賞、にちようチャップリンお笑い王決定では翌2018年の大会でも、2年連続で準優勝となっている。
- 2019年3月にヨシモト∞ホールを卒業し、「CHANGE A+」メンバーとしてルミネtheよしもとに出演中。
- 2019年10月に『酒と話と徳井と芸人』（JOOKEY forスゴ得）に出演した際、岸が没頭できる趣味を見つけたいという話をきっかけにバンド活動を始める[3]。
- 2021年2月19日よりYouTube公式チャンネルの『ネルソンズチャンネル』で、毎週金曜日21時更新で音声のみの『ネルソンズのカスタムラジオ』を開始した。当初は毎週金曜日21時更新だったが、現在は毎週日曜日付近に更新となっている。

## メンバー
青山 フォール勝ち（あおやま フォールがち、 1986年1月19日 - ）（39歳）
- 本名および旧芸名：青山 久志（あおやま ひさし）
- 身長178cm、体重70kg、血液型B型。
- 島根県松江市出身。
- 松江市立第二中学校[4]、島根県立松江工業高等学校、東洋大学法学部企業法学科出身[5]。
- 4歳からアマチュアレスリングを始め、相方の和田とは中学の同級生[1]でありレスリング部で一緒だった。高校生時代に国民体育大会で準優勝、大学生時代には天皇杯でベスト8に入ったことがあるレスリングの元日本代表選手[6][7]。全日本強化指定選手にも選ばれ、アテネオリンピック、北京オリンピック出場を目指していたことがあった。ロンドンオリンピックで金メダルを獲得したレスリング選手の米満達弘は大学生時代にライバルだったという関係で対戦経験もある[8][9]。現在はキッズレスリングの講師としても活動している[10]。
- 学生時代は芸人のネタをコピーして全校生徒に披露するほどのお調子者だった。
- 和田と同様にワダヤマブルー時代のNSCのクラスは3Cでりんたろー。（EXIT）と同じクラスだった。
- コントではごくまれに女性役を担当する。2019年の単独ライブ「一位」では1本だけ女性役を担当した。
- 2016年11月16日、自身のTwitterで改名することを発表した[11]。命名は相方の和田で、トークライブ中に「レスリングを推していくような芸名にしたらどうだ？」とその場のノリで決定した。
- 2019年9月15日、バラエティ番組『笑いが無理なら体張れ』（TBSテレビ）の収録中、着地した際に腕をひねり右肩甲骨関節窩骨折など全治8週間の怪我を負う。患部を固定した上で翌16日から仕事に復帰した[12]。
- 2021年10月9日、ヨシモト∞ホールのリーダーに就任した。青山自身はムゲンダイリーダーになりたいという気持ちはなかったが、松本竹馬（そいつどいつ）と海野裕二（ジェラードン）に推薦され、2021年9月に実施されたライブ[注 1]内でヨシモト∞ホール支配人である西尾を交えて検討されたのち、観客投票により満場一致で青山がリーダーを務めることが決定した[13]。
- 高校時代にボーカルとしてバンド活動をしており、マキシマム ザ ホルモンの前座を経験したことがある[3]。ネルソンズとしてのバンドではギター&ボーカルを担当。
- 父はしじみ漁師であるが、以前は自衛隊員であった。また、青山の母も同様に自衛隊員だった[14]。
- 食事の時だけ左利きになる[15]。

和田 まんじゅう（わだ まんじゅう、 1985年9月20日 - ）（39歳）
- 本名および旧芸名：和田 朋丈（わだ ともひろ）
- 身長165cm、体重93kg、血液型O型。
- 島根県松江市出身。
- 松江市立持田小学校、松江市立第二中学校出身。
- 中学生の頃はヤンキーで金髪にしており、学校にもあまり行っていなかったため物凄く頭が悪かった[16]。また、やんちゃでイタズラ好きだった（2022年9月24日放送の『ネルソンズのサイン色紙おかせてください』（山陰中央テレビ）より）。レスリングで高校推薦が来ていたのにもかかわらず、中学校側が「こんなに頭の悪いヤツを推薦できない」という理由でその高校への進学を認めなかった[10]。1校だけ受験した工業高校の入試でも不合格になり[17]、通信制の高校に4年間通い、卒業後は松江市内で運送会社に就職し18歳から22歳まで働いた。
- 青山が大学を卒業する年に、彼から4年ぶりに電話がかかってきてお笑いの道に誘われる。しかし和田は会社員として既に働いていたために断ったが、その後もしつこく誘われ続け、あまりのしつこさに渋々お笑いをやることとなる[1]。2人は人力舎に行きたかったが、スクールJCAの学費が高かったため断念。2008年にNSCへ入学した。青山と同様にワダヤマブルー時代のNSCのクラスは3CでEXITりんたろー。と同じクラスだった。
- ダウンタウンや石橋貴明（とんねるず）などの大御所芸人にハマりやすい。良い結果を出せなかった『キングオブコント2019』のCM中、浜田雅功（ダウンタウン）から往復ビンタを喰らったが、この行為を「優しいと思った」と語っている。
- 中学生の頃に黒夢のコピーバンドでベースを担当しており[3]、自身のブロマイド写真が500円で売られていた。ネルソンズとしてのバンドでもベースを担当している。
- 2016年7月28日放送『ぐるぐるナインティナイン』（日本テレビ）の「おもしろ荘」にて4月に結婚していたことを発表する[18]。その後Twitterでも報告した[19]。2016年11月21日、第1子となる女児の誕生を報告[20]。2022年10月8日、『お笑いの日2022』（TBSテレビ）内で行われた「キングオブコント2022」のネタ後のトークで離婚していたことが明らかにされ、所属事務所もその事実を認めた[21]。

岸 健之助（きし けんのすけ、1983年8月9日 - ）（42歳）
- 身長168.5cm[注 2]、体重67kg、血液型B型。
- 山口県下関市出身。山口県立下関工業高等学校卒業。
- 元バースの中村は、高校と勤務先が同じである。
- 名前の「健之助」は「健康で人を助ける」ことが由来である。
- 剣道三段[10]。8歳年上の姉と漫画の影響を受け、小学1年から高校3年まで剣道をしていた。
- 芸人になる前は、埋め立ての船で全国を回りながらベルトコンベアが詰まらないように見ている仕事、漁港での仕事、自動販売機に関わる仕事をしていた。高校の同級生と共にNSCに入学した（その同級生は放送作家の前田政二に怒鳴られたことによるストレスが原因でNSCを退学したが、現在も関係は続いており、岸が地元に帰った時には一緒に呑んだりしている[3]）。NSC時代はBクラスだったが、ネタ見せの授業にはほとんど参加しなかった[22]。
- 元々はツッコミ要員として加入したがまともにツッコミを担当しているネタは少なく、登場しても二言くらいしかセリフを言わないちょい役が多い。比較的細身の体型のため、コントでは女性役を担当することが多く、相方からは女性役に対する安心感をもたれているが、その分素の男性役に対しては少し不安がられている[23]。
- 「そーです、岸でーす！」という決め台詞がある[2]。このギャグを作ったのは太田博久（ジャングルポケット）。
- 2017年1月11日、中学校の時の同級生だった一般女性と結婚[24]。結婚後、結婚指輪をなくした事を妻に正直に言った際に、妻から「いつかなくすと思っていたよ。よく持った方」と言われた[25]。
- 2018年の単独ライブでコント衣装を全て忘れて妻が持ってきてくれたことがある。
- 2019年11月20日の『幕張昼ネタライブ』で空港のネタを披露した際に、舞台袖のソファでエアドラムの練習に夢中になってしまい自分の出番になってもなかなか出てこなかった。相方の青山曰く「怒る気にもなれず笑った」[26]。
- よしもと釣り部「BDM」の最古参メンバーであり、元リーダーだった。
- 3年目頃からダイタクの2人ととても仲が良く、1年のうち360日はダイタクのどちらかもしくは両方と一緒にいる（2021年現在）。また、吉本大（ダイタク）とは長年家が近所であり、ダイタクの2人と岸の妻含めて家族ぐるみの付き合いがある。
- 高校時代の文化祭で披露した時はボーカルを担当した[3]。ネルソンズとしてのバンドではドラムを担当している。
- バイク事故で首を骨折した経験がある[27]。
- フォークリフトの免許を所持している。
- 2022年10月14日放送の『千原ジュニアの座王』（関西テレビ）より、決勝戦で西田幸治（笑い飯）を破って座王となった。
- 2022年11月26日放送『さんまのお笑い向上委員会』明石家サンタ前哨戦で、小学生との悲しいエピソードを披露して満場一致で優勝。クリスマスイブに放送される「明石家サンタ」でのプレゼント選択権を獲得した[28]。

## 芸風
主にコント。和田が2015年頃から坊主頭にし肥満体型のおじさんキャラを確立してからはシチュエーション・コントが多くなっている。漫才に作り変えることもあるが最近は漫才を全く披露していない。しかし2022年より漫才もする予定である。メンバー全員の運動神経が良く、初期は速さのある動きと和田のキャラクターを活かした体力勝負のネタを武器としていた。
ボケ・ツッコミは固定されておらず、ネタによって変わる。ネタは3人ともアイデアを持ち寄って作成している。3人とも台本が書けないため設定を1つ決めて全員で合わせながら完成させてゆくが、岸はネタ合わせ時に意見を言わず傍にいるだけなので、実質的に青山と和田がネタを作成している。
「体育の時間」のコントでは運動が苦手な小学生がマット運動に臨み、そのうち側転や前転がアクロバティックに出来るようになって最後は全員で大技になるというもの。

## 賞レース戦績

### キングオブコント
| 年度   | 結果         | 会場                                      | 日時              | 備考                                       |
| ------ | ------------ | ----------------------------------------- | ----------------- | ------------------------------------------ |
| 2010年 | 1回戦敗退    | TEPCOホール                               | 2010年7月6日      |                                            |
| 2011年 | 2回戦進出    | 新宿シアターモリエール                    | 2011年8月10日     |                                            |
| 2012年 | 準々決勝進出 | 明治安田生命ホール                        | 2012年8月18日     |                                            |
| 2013年 | 2回戦進出    | 明治安田生命ホール                        | 2013年8月17日     |                                            |
| 2014年 | 1回戦敗退    | シアターブラッツ                          | 2014年7月28日     |                                            |
| 2015年 | 準決勝進出   | 赤坂BLITZ                                 | 2015年8月28日     |                                            |
| 2016年 | 2回戦敗退    | きゅりあん 小ホール                       | 2016年8月9日      |                                            |
| 2017年 | 準決勝進出   | 赤坂BLITZ                                 | 2017年9月7日・8日 |                                            |
| 2018年 | 準決勝進出   | マイナビBLITZ赤坂                         | 2018年9月6日・7日 |                                            |
| 2019年 | 決勝6位      | TBSテレビ                                 | 2019年9月21日     |                                            |
| 2020年 | 準決勝進出   | マイナビBLITZ赤坂                         | 2020年9月3日・4日 |                                            |
| 2021年 | 準決勝進出   | 日経ホール                                | 2021年9月2日・3日 |                                            |
| 2022年 | 決勝4位      | TBSテレビ                                 | 2022年10月8日     | 決勝キャッチコピー「嘆きのトライアングル」 |
| 2023年 | 準々決勝敗退 | 渋谷区文化総合センター大和田 さくらホール | 2023年8月15日     |                                            |
| 2024年 | 準々決勝敗退 | 渋谷区文化総合センター大和田 さくらホール | 2024年8月15日     |                                            |
| 2025年 | 準々決勝敗退 | 渋谷区文化総合センター大和田 さくらホール | 2025年8月14日     |                                            |

- 2016年『おもしろ荘』優勝
- 2017年『NHK新人お笑い大賞』 決勝進出
- 2017年『タウンワークプレゼンツ BAKE-MON』準優勝
- 2017年『M-1グランプリ』 準々決勝進出[30]
- 2017年『にちようチャップリン お笑い王決定戦2017 グランドチャンピオン大会』 準優勝
- 2018年『マイナビ Laughter Night グランドチャンピオン大会』マイナビ賞[31][32]
- 2018年『NHK新人お笑い大賞』決勝進出
- 2022年『M-1グランプリ』2回戦進出
- 2022年『ネタパレNEW YEARグランプリ』 優勝
- 2022年『タッグ相撲最強コンビ決定戦』優勝

## 出演

### テレビ
現在の出演番組
- にちようチャップリン（2016年 - 、テレビ東京） - 不定期出演
- 中川家&コント（2019年1月 - 、BSフジ）
- 千鳥のクセがスゴいネタGP（2020年12月10日 - 、フジテレビ） - 不定期出演

過去の出演番組
- ZIP!（2017年6月7日・8月22日・10月30日・12月14日・2018年1月19日・3月6日・8月15日・10月16日・11月7日・12月25日・2019年2月12日・3月11日、日本テレビ） - 『笑いの単語チョウ、1分動画笑、ワラガチャ』コーナー
- 有田ジェネレーション（2016年5月10日 - 2021年3月23日、TBSテレビ）
- JOYのASOBU-TV JOYnt!（2017年1月18日 - 2022年3月30日、群馬テレビ） - 準レギュラー
- おはスタ（2018年10月11日 - 2019年3月21日、テレビ東京） - 木曜日準レギュラー「大谷ジュンヤ」（和田）
- かがやけ！ミラクルボーイズ（2023年5月31日 - 2023年6月14日、テレビ神奈川）

テレビドラマ
- 仮面ライダー鎧武 第7話（2013年11月24日、テレビ朝日） - ダンサー 役
- 昼のセント酒/第七湯 練馬桜台 久松湯からの唐辛子餃子 (2016年5月22日、テレビ東京)    - 横浜から自転車で来た若者役  (青山のみ)
- 天才てれびくんhello,（2020年11月23日 - 25日、NHK Eテレ） - 和田のみ、ドラマパート出演
- 推しの王子様 第3話（2021年7月29日、フジテレビ） - 中島 役（青山）、木島 役（岸）、島 役（和田）
- お母さんが一緒（2024年2月18日、ホームドラマチャンネル） - タカヒロ 役（青山）[33]
- 島根マルチバース伝（2024年3月1日、NHK総合〈島根県域〉 / 3月22日〈予定〉、NHK BS） - 和田、青山のみ[34][35]

### ラジオ
- マイナビ Laughter Night（2017年4月14日・7月7日・2018年7月6日、TBSラジオ）
- オーイシ×加藤のピザラジオ（2021年4月28日、YouTube）和田のみ
- ネルソンズのカスタムラジオ（2021年9月9日 - 、stand.fm）毎週日曜[36]

### WEB番組
- ネルソンズのコロぱち（2018年8月8日 - 2019年1月23日、YouTube）
- ネルソンズの「島根の山は動く!ぶつけろ!君のやる気を!」（2021年8月10日 - 8月30日、YouTube） - 全4回、二代目 島根林業PR大使
- 石橋貴明プレミアム（2021年3月20日[37]、ABEMA）青山・和田

### CM
- ZEUS Wifi（2020年4月）[38]
  - ｢ドバドバシャワー」編[39]
  - ｢ドバドバリビング」編[40]
- BOAT RACE振興会 『アイ アム ア ボートレーサー』（2022年）和田のみ
  - 「俺はガリコシ」篇[41]
  - 「弟子はとらない」篇[42]
- サントリー『ザ・プレミアム・モルツ』（2024年）和田のみ
  - 「飲みに誘うのムズすぎ問題」篇[43]

### 映画
- いざなぎ暮れた。（2020年3月20日、吉本興業）
- あいたくて あいたくて あいたくて（2022年8月13日、ムービー・アクト・プロジェクト）青山のみ[44]
- お母さんが一緒（2024年7月12日、クロックワークス） - タカヒロ 役（青山のみ）[45]

### 吹き替え
- ライオン・キング:ムファサ（2024年）和田のみ[46]

### ライブ・舞台
- 初単独ライブ 『脳みそまで筋肉とは言わせない』- 2013年6月6日 （ヨシモト∞ホール）
- AGE AGE LIVE（ヨシモト∞ホール）
- 渋谷ばちーんんんLive
- GET KING LIVE
- 彩～irodori～ ライブ
- ワラムゲ！
- ワラムゲ！SP
- 渋谷よしもと午後のお笑いライブ
- ネルソンズのニコニコライブ
- ネルソンズの新作コントライブ「大人のコント」
- ネルソンズの即コン倶楽部

他

### 雑誌
- 『別冊＋act.（プラスアクト）Vol.33』（2019年11月6日、ワニブックス）